# Isostasius hyalinipennis
Isostasius hyalinipennis är en stekelart som beskrevs av Szabó 1981. Isostasius hyalinipennis ingår i släktet Isostasius och familjen gallmyggesteklar. Inga underarter finns listade i Catalogue of Life.